# Фили (станция метро)
«Фили́» — станция Филёвской линии Московского метрополитена. Расположена на линии между станциями «Кутузовская» и «Багратионовская».

## История
Была открыта 7 ноября 1959 года в ходе продления линии на запад, стала 56-й станцией Московского метрополитена. Получила название по одноимённому историческому району Москвы.
Построена коллективом СМУ-8 Метростроя под руководством П. С. Бурцева. При этом горнякам при прохождении тоннеля под полотном железной дороги удалось избежать прекращения движения по загруженному Белорусскому направлению Московской железной дороги.
| - Станция «Фили» до реконструкции 2016 года - 9 марта 2001 года - 14 июля 2010 года |

### Реконструкция
С 29 октября 2016 года начат ремонт станции, закрыта платформа для поездов, следующих из центра. Завершение ремонта планировалось на 1 марта 2017 года, однако в итоге он завершился 30 июня. С 1 июля по 1 октября 2017 года была закрыта на ремонт платформа для поездов, следующих в центр. С 1 июля по 10 декабря 2017 года был закрыт на реконструкцию юго-восточный вестибюль станции.

## Расположение
Расположена на Новозаводской улице. Над северной частью станции располагается путепровод Багратионовского проезда. Станция стоит на стыке тоннеля и открытых путей: поезд, прибывающий из центра, выезжает из тоннеля на станцию, а уезжает с неё уже по открытым путям. Подобное решение применено также на станции «Днепр» Киевского метрополитена.

## Вестибюли и пересадки
На станции два остеклённых вестибюля с торцов станции, они же служат переходами между платформами. В ходе реконструкции, произведённой в 2017 году, юго-восточный вестибюль был расширен до 800 м², количество турникетов возросло до 12. В отделке вестибюля использован камень, натуральный гранит и керамогранит. У входа в юго-восточный вестибюль можно увидеть две балки, поддерживающие железнодорожный путь, который соединяет завод имени Хруничева с Белорусским направлением Московской железной дороги.
Станция является пересадочной на одноимённую железнодорожную станцию Белорусского направления.

## Архитектура и оформление
Конструкция станции — наземная с боковыми платформами. Сооружена по типовому проекту наземного типа. Архитекторы станции: Ю. П. Зенкевич, Р. И. Погребной.
После окончания реконструкции двух платформ в стенах появилось витражное остекление. Покрытие платформ сменилось с асфальтового на гранитное.

## Наземный общественный транспорт
На этой станции можно пересесть на следующие маршруты городского пассажирского транспорта:
- Автобусы: 69, 116, 218, 283, 366, с369, 470, 653

## Станция в цифрах
Пассажиропоток на станции составляет 30 100 человек в сутки. Пикет ПК72+39.
- Таблица времени прохождения первого поезда через станцию[8]:

| По чётным числам                    | Будние дни | Выходные дни |
| По нечётным числам                  | Будние дни | Выходные дни |
| В сторону станции «Кутузовская»     | 05:38:00   | 05:40:00     |
| В сторону станции «Кутузовская»     | 05:38:00   | 05:375:38    |
| В сторону станции «Багратионовская» | 05:51:00   | 05:50:00     |
| В сторону станции «Багратионовская» | 05:50:00   | 05:51:00     |

## В кино
На станции снимали финальные сцены фильма «Опасный возраст».

## Галерея
| - Прибытие метропоезда «Москва». - Юго-западный вестибюль после реконструкции - Километровый знак. Внизу виден соответствующий 72-му километру пикет ПК 72+00,00 |